# Другий апеляційний адміністративний суд

Юрисдикція суду

Другий апеляційний адміністративний суд — апеляційний спеціалізований адміністративний суд, розміщений у місті Харкові. Юрисдикція суду поширюється на Полтавську, Сумську та Харківську області.
Суд утворений 21 червня 2018 року на виконання Указу Президента «Про ліквідацію апеляційних адміністративних судів та утворення апеляційних адміністративних судів в апеляційних округах» від 29 грудня 2017 року, згідно з яким мають бути ліквідовані апеляційні адміністративні суди та утворені нові суди в апеляційних округах.
Харківський апеляційний адміністративний суд здійснював правосуддя до початку роботи нового суду, що відбулося 28 грудня 2018 року.
Рішення ВРП про переведення суддів до нового суду прийняті 26 грудня 2018 та 12 лютого 2019 року.

## Структура
Структура суду передбачає посади голови суду, його заступника, суддів, керівника апарату, його заступника, помічників суддів, секретарів судових засідань, інші структурні підрозділи.
Спеціалізація суддів не встановлена.

## Керівництво
Голова суду — Бегунц Армен Олегі
 Керівник апарату — Янчевський Ілля Геннадійович.